# Waerdenhof

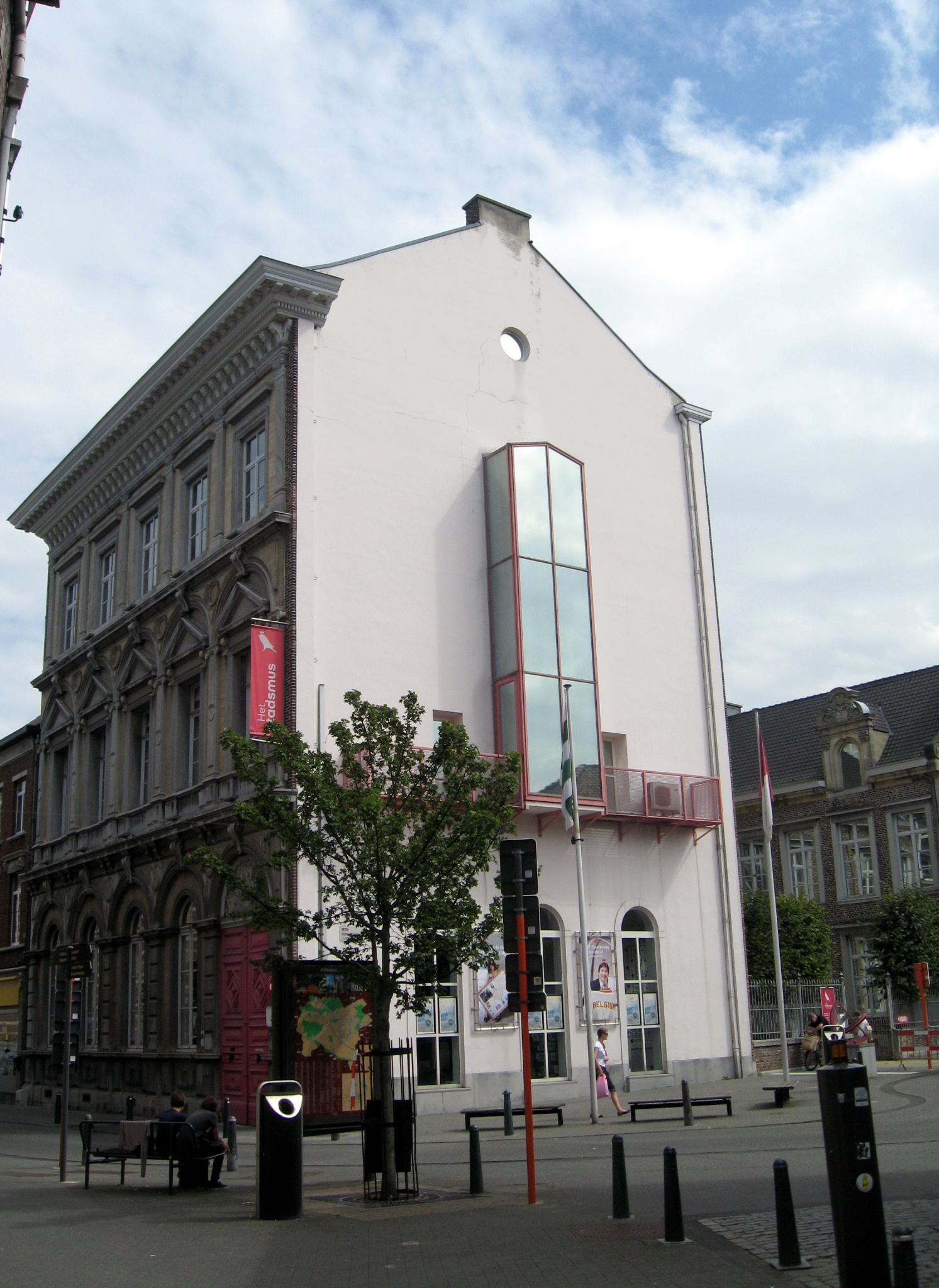
Waerdenhof

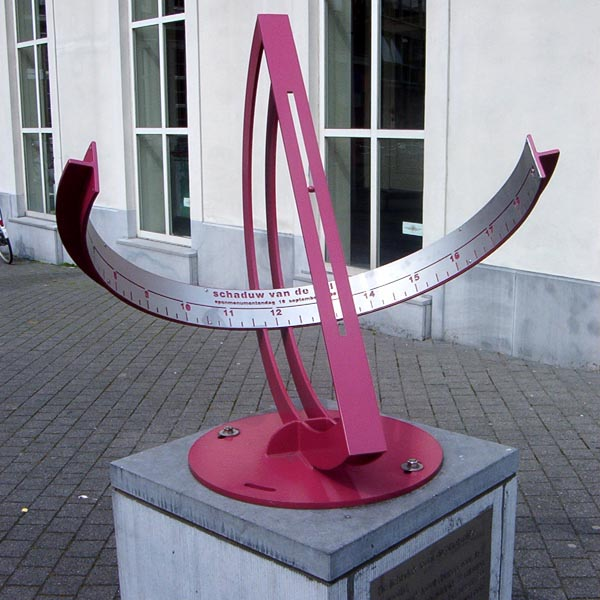
Zonnewijzer bij het Waerdenhof

Het Waerdenhof is een patriciërswoning te Hasselt, gelegen aan de Maastrichterstraat 85, op de hoek van de Guido Gezellestraat.
Oorspronkelijk was dit het winterverblijf van de heren van Mombeek en in 1680 werd het verbouwd door Joes van Geloes-ab Hilst. Uit deze tijd dateren twee haaks op elkaar staande vleugels, gelegen aan de Guido Gezellestraat. In 1857 werd de vleugel aan de Maastrichterstraat gebouwd in Venetiaanse neorenaissancestijl. Het stond in de 2e helft van de 19e eeuw bekend als Hotel Stellingwerff.
Later vestigde zich de Stedelijke Academie in het gebouw, en vervolgens het Stedelijk Museum Stellingwerff-Waerdenhof, wat uiteindelijk omgedoopt werd in Het Stadsmus. In 1980 werd het Waerdenhof beschermd als monument.
Voor het Waerdenhof aan de Guido Gezellestraat bevindt zich een merkwaardige zonnewijzer